# Christine (reine de Suède)
Pour les articles homonymes, voir Christine.
Ne doit pas être confondu avec Christina de Suède.
 (août 2024).
Christine (en suédois : Kristina), née le 18 décembre 1626 à Stockholm (Suède-Finlande) et morte le 19 avril 1689 à Rome (États pontificaux), reine de Suède de 1632 à 1654, est connue également comme la reine Christine. Son titre réel est « roi de Suède » et non « reine », conformément au souhait de son père de lui permettre ainsi de monter sur le trône. Elle se convertit au catholicisme, abdique en 1654, et après une série de périples à travers l'Europe, se fixe définitivement à Rome. Esprit vif et curieux, elle a correspondu avec les plus grands penseurs de son temps.

## Biographie

### Minorité

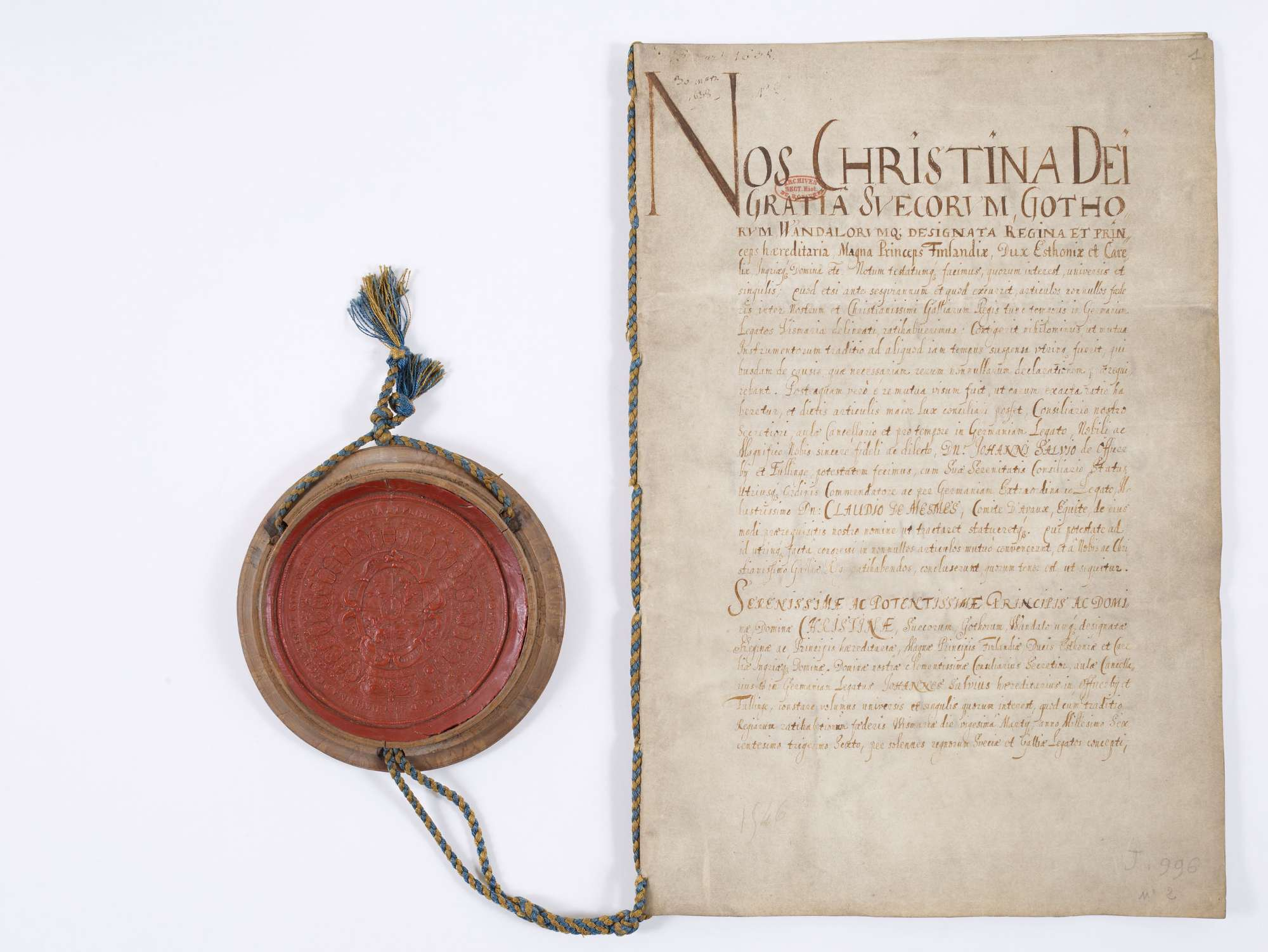
Ratification par Christine du traité d'alliance conclu avec la France le 5 mars 1638 (Archives nationales).

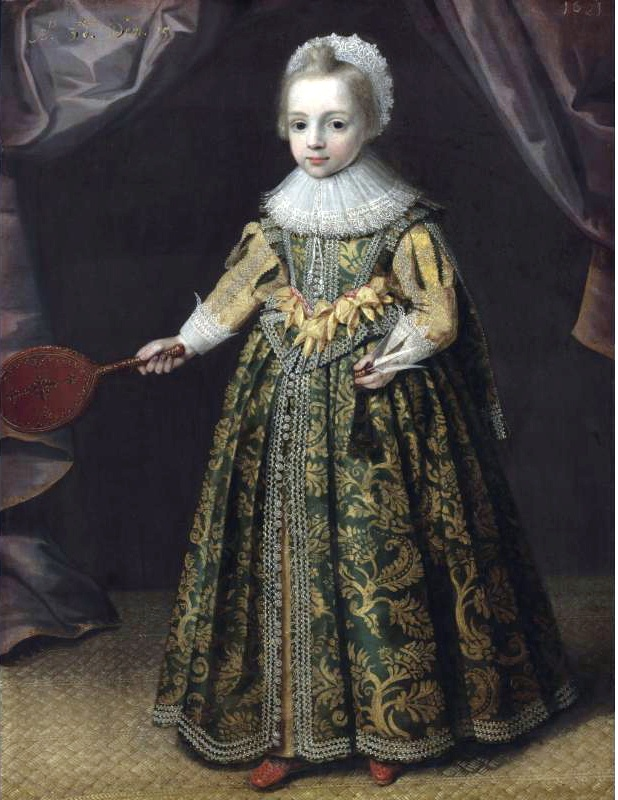
Christine de Suède, à l'âge de 6 ans (?).

Enfant unique de Gustave II Adolphe et de Marie-Éléonore (fille de l'électeur de Brandebourg Jean III Sigismond), elle est élevée comme un garçon. Son père trouve la mort à la bataille de Lützen en 1632, alors qu'elle n'a que six ans. Sa mère névrosée la néglige au point qu'elle fait plusieurs chutes dans son enfance, lui laissant une épaule déformée.
Gustave Adolphe, qui avait perdu deux enfants en bas âge, avait réglé l'ordre de sa succession avant d'entrer en campagne. Il avait obtenu des nobles la suppression de la dévolution exclusivement masculine dès 1627. Christine monte alors sur le trône sans opposition, sous la tutelle du chancelier Axel Oxenstierna, le très compétent « Richelieu » suédois. Elle reçoit un enseignement sévère sous la direction du grand maître de la maison royale Axel Banér (sv), le frère du maréchal, et de son précepteur, Johannès Matthiae (en). Aux études traditionnelles des langues et de l'histoire, s'ajoutait la pratique des arts (notamment le dessin et la peinture) et du sport (escrime et équitation).
Oxenstierna est retenu au Saint-Empire par les péripéties de la guerre de Trente Ans et ne revient en Suède qu'en 1636 après le traité passé avec la France. Son premier geste est d'éloigner la reine douairière, dont la santé mentale a été altérée par la mort de son mari, afin d'éviter son influence néfaste sur la jeune Christine qui a dix ans. C'est sa tante Catherine, comtesse des Deux-Ponts, qui tint le rôle de mentor féminin.

### Prise de pouvoir

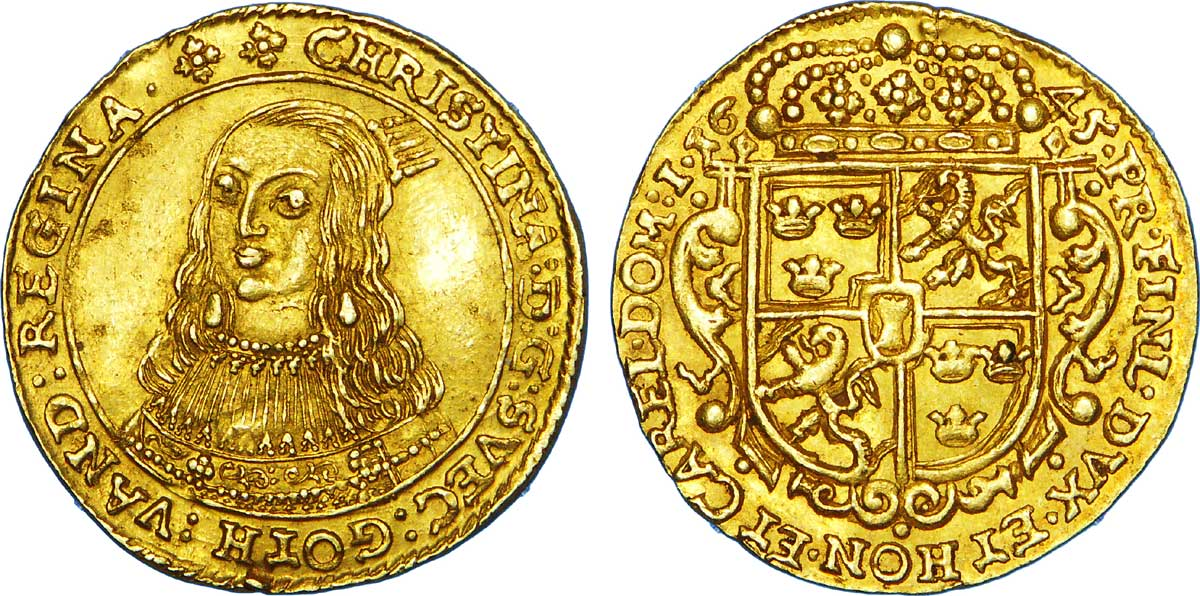
Ducat en or à l'effigie de Christine de Suède (1645).

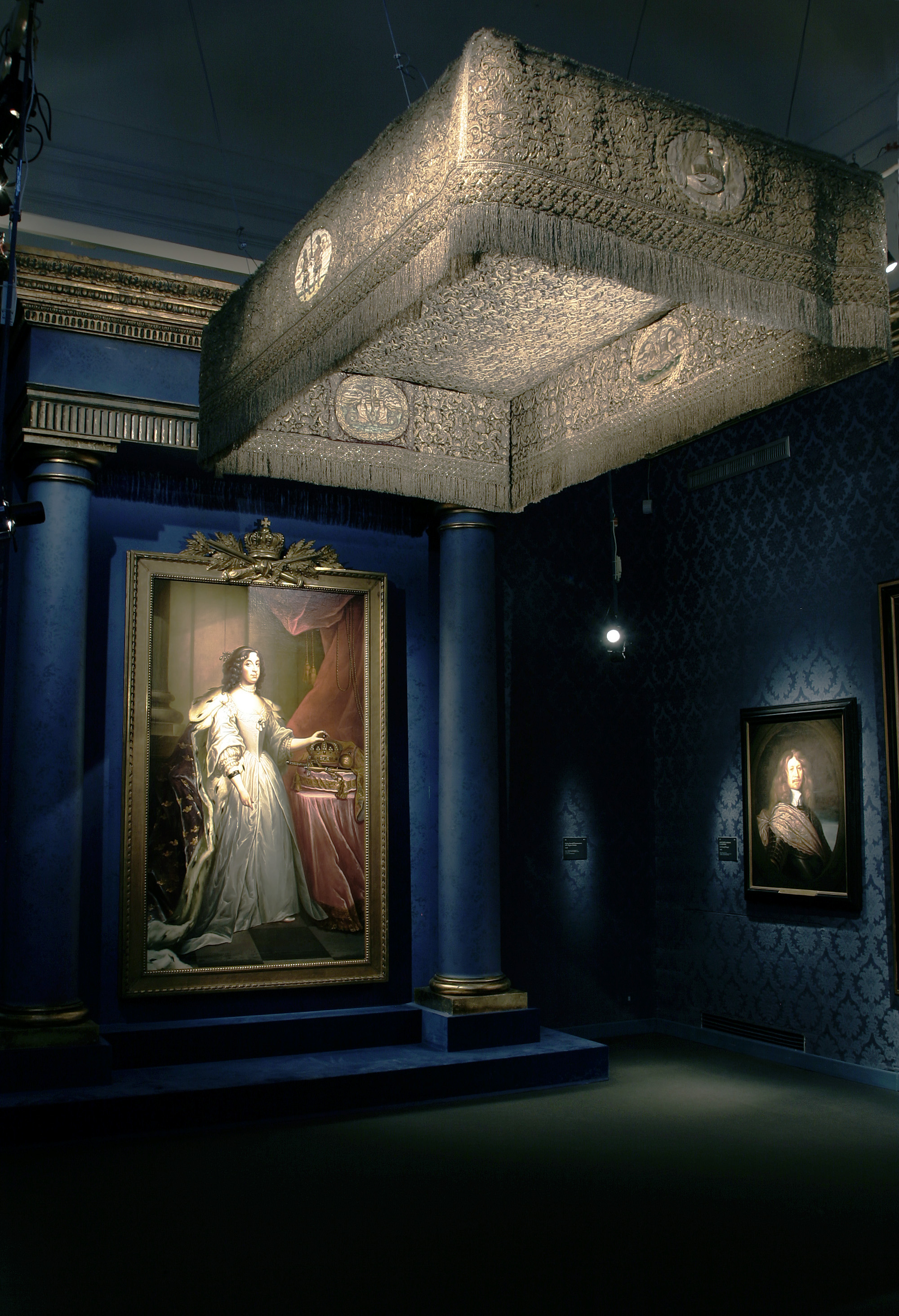
Portrait du couronnement de Christine de Suède.

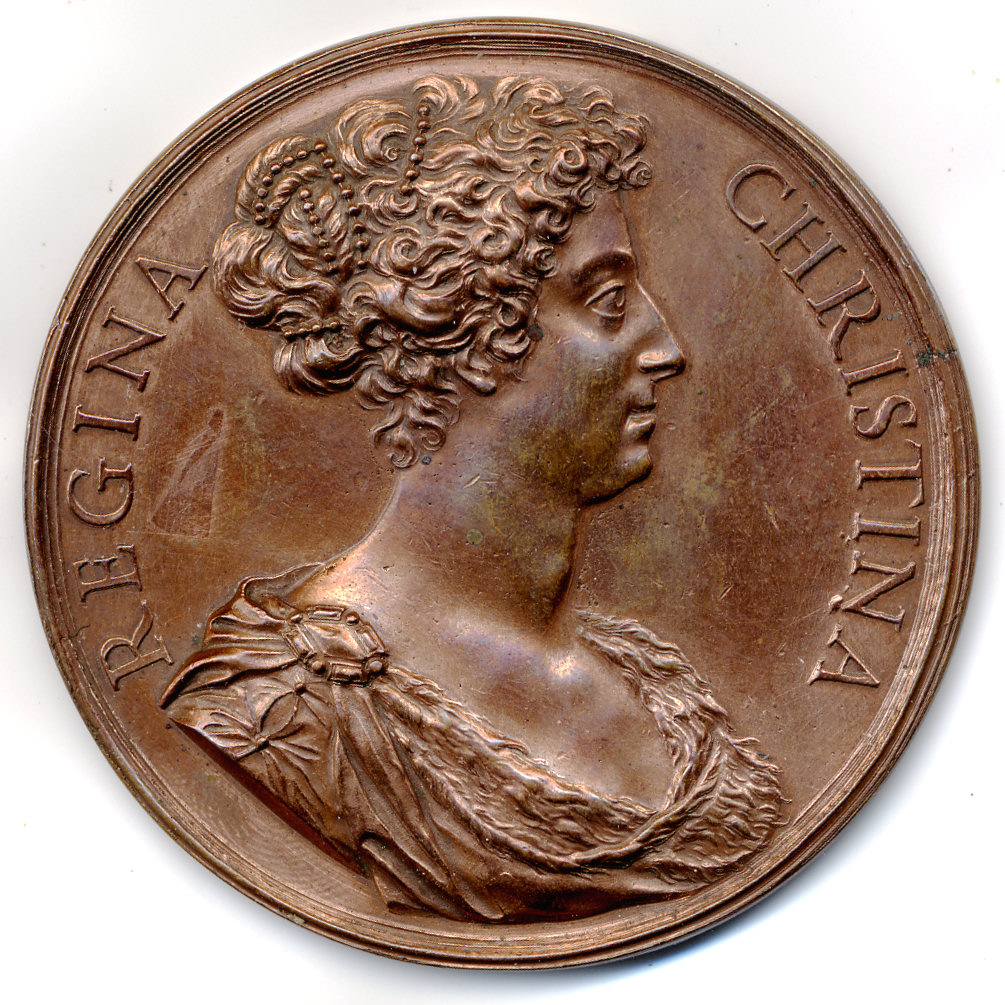
Médaille à l'effigie de Christine de Suède vers 1680, bronze, 61 mm.

Majeure en 1644, la reine Christine s'oppose rapidement au chancelier Oxenstierna, définitivement mis à l'écart après le traité de Westphalie. Favorable à la paix, elle met fin aux conflits armés avec le Danemark en 1645 par le traité de Brömsebro qui donne à la Suède les îles d'Ösel et de Gotland, le Jämtland et le Härjedalen à la Norvège. La paix de Westphalie, signée en 1648, lui donne l'île de Rügen, Wismar, Verden et Brême, ainsi qu'une partie de la Poméranie et l'embouchure de l'Oder. Ces acquisitions font de la Suède la première puissance nordique.
Christine est couronnée en 1650, et les préoccupations de son entourage se portent sur la pérennité de la dynastie, et donc sur les projets de mariage. Le premier prétendant n'est autre que son cousin Charles-Gustave, mais Christine a une préférence pour le comte Magnus Gabriel De la Gardie qui obtient de nombreuses libéralités de la part de la reine. Celle-ci a toutefois en horreur les liens du mariage et va pousser son favori à épouser Marie-Euphrosyne, la sœur de Charles-Gustave, donc sa cousine.
Débarrassée des conflits, Christine peut se consacrer aux lettres et aux arts, alimentant sa propre bibliothèque d'ouvrages savants et faisant venir des œuvres de sculpture et peinture, surtout italiennes. Elle soutient l'école des Fijnschilders, ces peintres précieux hollandais, dont faisait partie Gérard Dou, qui s'efforcèrent de représenter la réalité avec le maximum de précision. Elle invite en Suède des érudits français tels Descartes qui y mourra en février 1650, Saumaise, Bochart ou Saint-Amant. Dans ses mémoires, Christine avouera l'influence de Descartes dans le mûrissement de ses pensées. Stockholm est sensible à la « mode parisienne » et de nombreux artistes se rendent en Suède, comme la musicienne Anne Chabanceau de La Barre en 1652-1653.
Malgré un essor économique certain depuis la fin de la guerre de Trente Ans, les manières de Christine, son goût pour les modes étrangères, les dépenses exorbitantes de son sacre, ses libéralités vis-à-vis de ses favoris et de ses invités, sa politique d'anoblissement en masse mettent à mal les finances royales. Elle refuse de se marier, s'habille en homme et fume la pipe. Les pamphlets de l'époque lui prêtent de nombreuses aventures aussi bien féminines que masculines.

### Abdication et conversion
La situation dynastique reste la question essentielle. Dès 1651, Christine envisage l'abdication. Renonçant définitivement à se marier, elle obtient de la Diète la désignation de son cousin Charles-Gustave d'abord comme successeur, puis comme prince héritier, ce qui englobe la propre descendance de ce dernier.
Elle annonce le 11 février 1654 son abdication, prenant effet au 6 juin 1654. Les raisons de son abdication paraissent complexes : lassitude et dégoût du pouvoir, difficultés financières proches de la banqueroute ou cheminement spirituel qui conduira cette fille d'un des champions protestants de la guerre de Trente Ans à se convertir au catholicisme. Ce qui est certain est que le luthéranisme imposé par Gustave Ier Vasa était en Suède assez intolérant et que le culte catholique était strictement prohibé. Quant à elle, elle dira de sa couronne, et fera graver sur une médaille ce mot célèbre : « Non mi bisogna e non mi basta (Je n'en ai pas besoin et ce n'est pas assez pour moi) ».
Christine négocie son abdication contre des donations : elle se fait octroyer les revenus royaux des villes de Norrköping et de Wolgast, des îles de Gotland, Öland et Ösel, et la propriété de quelques domaines de Poméranie.
Elle quitte immédiatement la Suède, faisant étape à Hambourg, Anvers et Bruxelles où elle se convertit secrètement au catholicisme.
Cette conversion d'un ancien souverain protestant représente une victoire symbolique dans la lutte de la papauté contre le protestantisme. Mais le pape Alexandre VII exige une abjuration publique avant de la recevoir, chose faite à Innsbruck. Elle est accueillie avec faste à Rome le 20 décembre 1655 et reçoit sa première communion d'Alexandre VII.
Elle est logée au palais Farnèse et fait connaissance du cardinal Decio Azzolino avec lequel elle entretiendra une relation sentimentale jusqu'à la fin de sa vie. Son caractère entier et sa liberté de mœurs ont tôt fait de lui aliéner ceux qui l'avaient reçue avec ferveur et Alexandre VII va prendre ses distances.

### Revendications et provocations

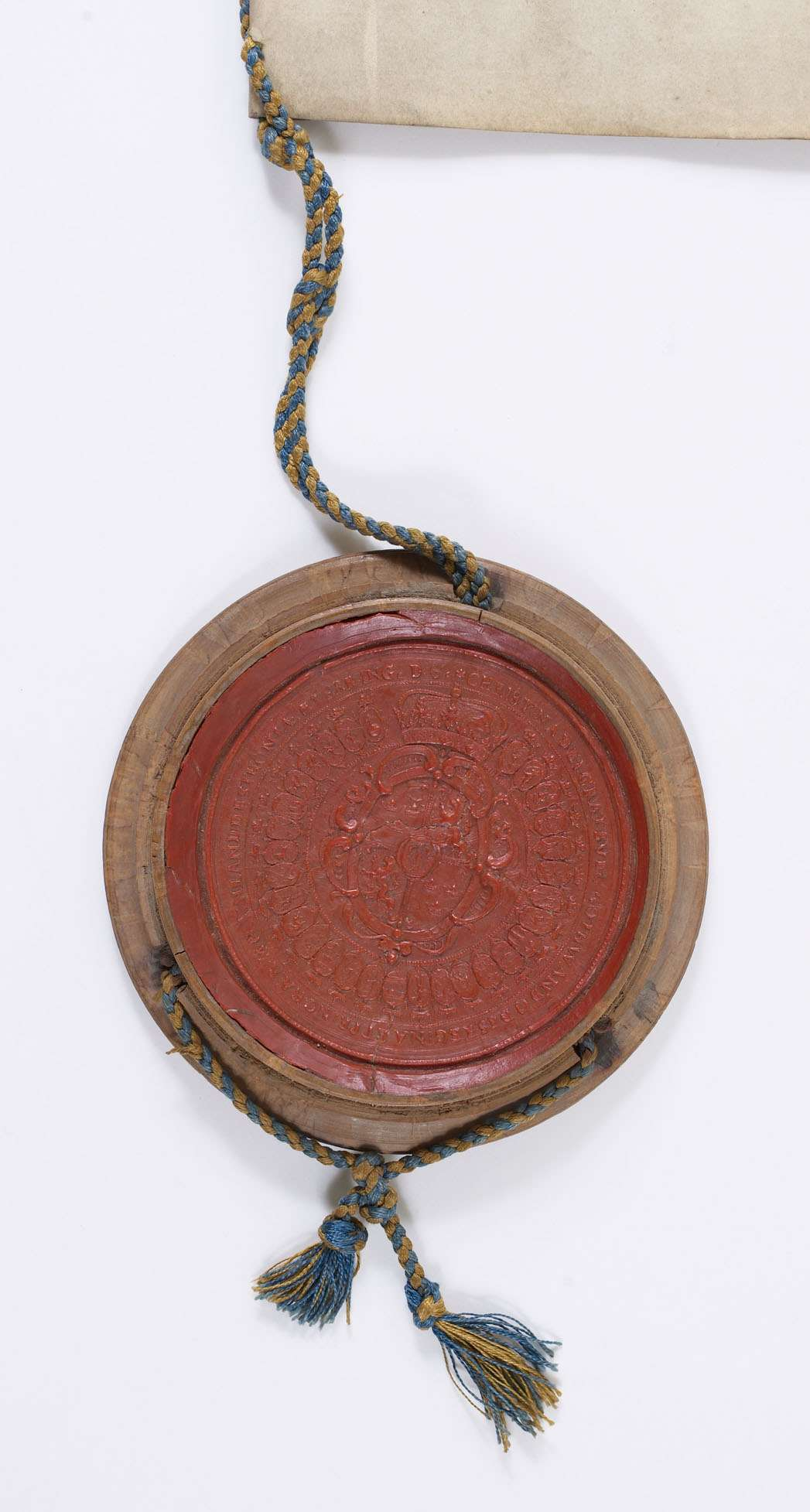
Sceau royal de Christine, reine de Suède. Archives nationales - AE-III-43.

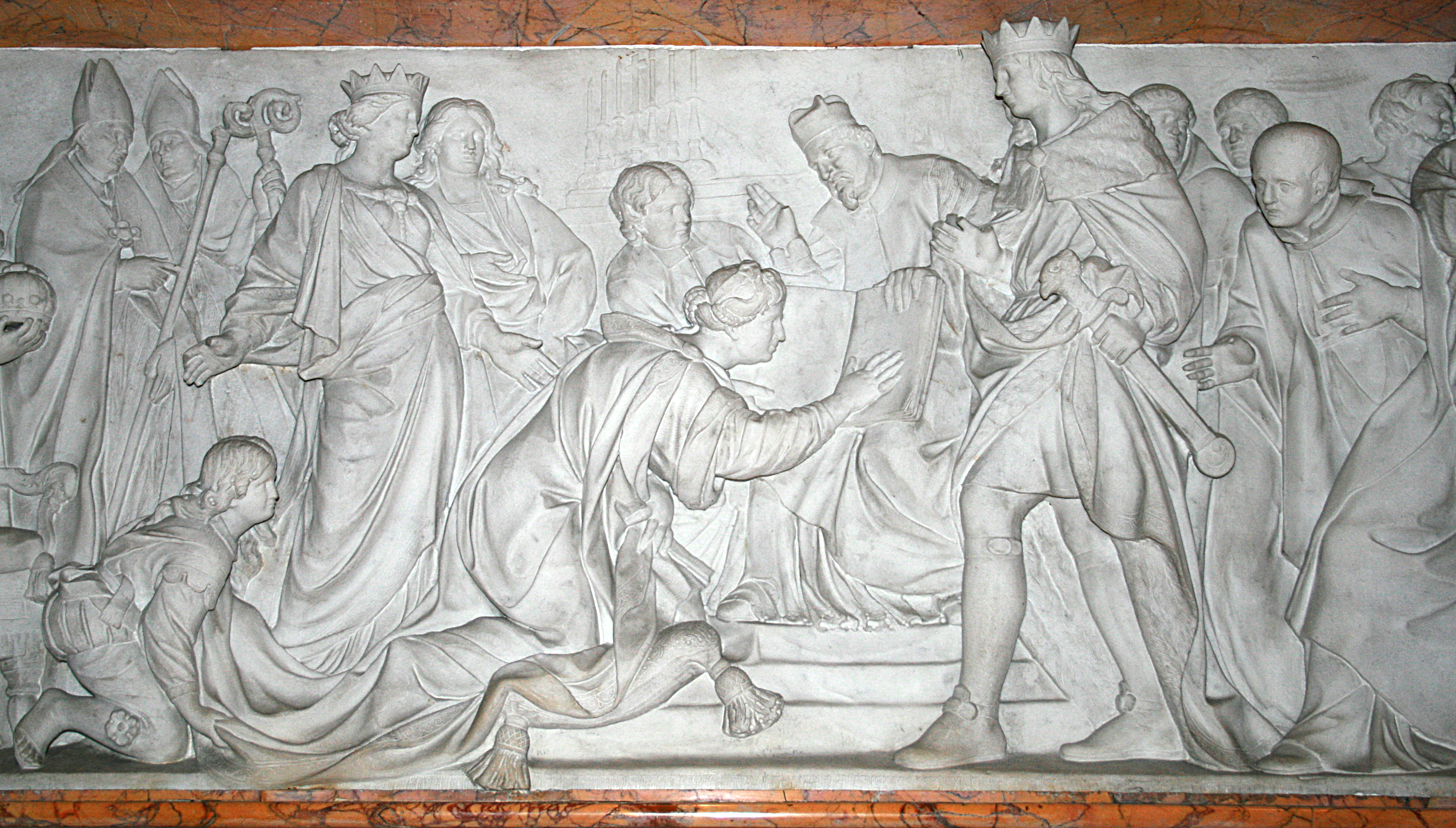
Revendication de Christine de Suède.

Ses revenus suédois rentrant mal, Christine décide de renégocier les accords passés avec son cousin. Elle obtient l'accord de Mazarin de traverser la France pour se rendre à Hambourg. Elle quitte Rome le 20 juillet 1656 sur la galère papale, débarque à Marseille et atteint Paris le 8 septembre. Un vague projet est négocié avec Mazarin pour lui offrir le trône de Naples, Christine s'engageant à user de son influence pour rallier le pape au projet. Elle retourne en Italie, mais reste bloquée à Pesaro en raison de l'épidémie de peste qui sévit à Rome. Inquiète des tergiversations de Mazarin, ce dernier n'hésitant pas à jouer un double jeu, elle décide de retourner en France. C'est à cette occasion que, persuadée de la trahison de son écuyer Giovanni Monaldeschi révélant à la cour espagnole son alliance avec les Français, elle le fait mettre à mort par ses gens à Fontainebleau le 10 novembre 1657.
Ce meurtre lui vaudra le surnom de Sémiramis suédoise. Cette affaire embarrasse le jeune Louis XIV et Mazarin, mais la cour ménage l'ex-reine de Suède. Les esprits du temps ont longuement débattu sur le fait qu'un souverain ayant abdiqué puisse se faire justice chez un souverain étranger.
Toutefois la cour de France est à nouveau soulagée de son départ pour l'Italie. Le 15 mai 1658 elle est de nouveau à Rome, mais elle a perdu de sa popularité.
Le 13 février 1660, son cousin Charles X Gustave meurt subitement, laissant la couronne de Suède à son fils de cinq ans. Christine décide de retourner en Suède et quitte Rome le 20 juillet. Malgré les réticences du chancelier, elle arrive à Stockholm le 12 octobre et demande le rétablissement de ses droits héréditaires en cas de disparition du jeune roi. Elle se heurte à l'opposition des nobles et du clergé luthérien et doit reprendre le chemin de Rome en 1662.
Elle fait une nouvelle tentative en 1666, mais le Conseil de régence interdit à son aumônier catholique d'entrer dans le pays et elle ne dépasse pas Norrköping.
En 1668, Jean II Casimir abdique. La monarchie polonaise est élective et Christine pose sa candidature, estimant ses chances réelles en tant que dernier enfant des Vasa. C'est un nouvel échec : les Polonais décident d'élire l'un des leurs, Michel Koributh Wiśniowiecki.

### Mécène à Rome

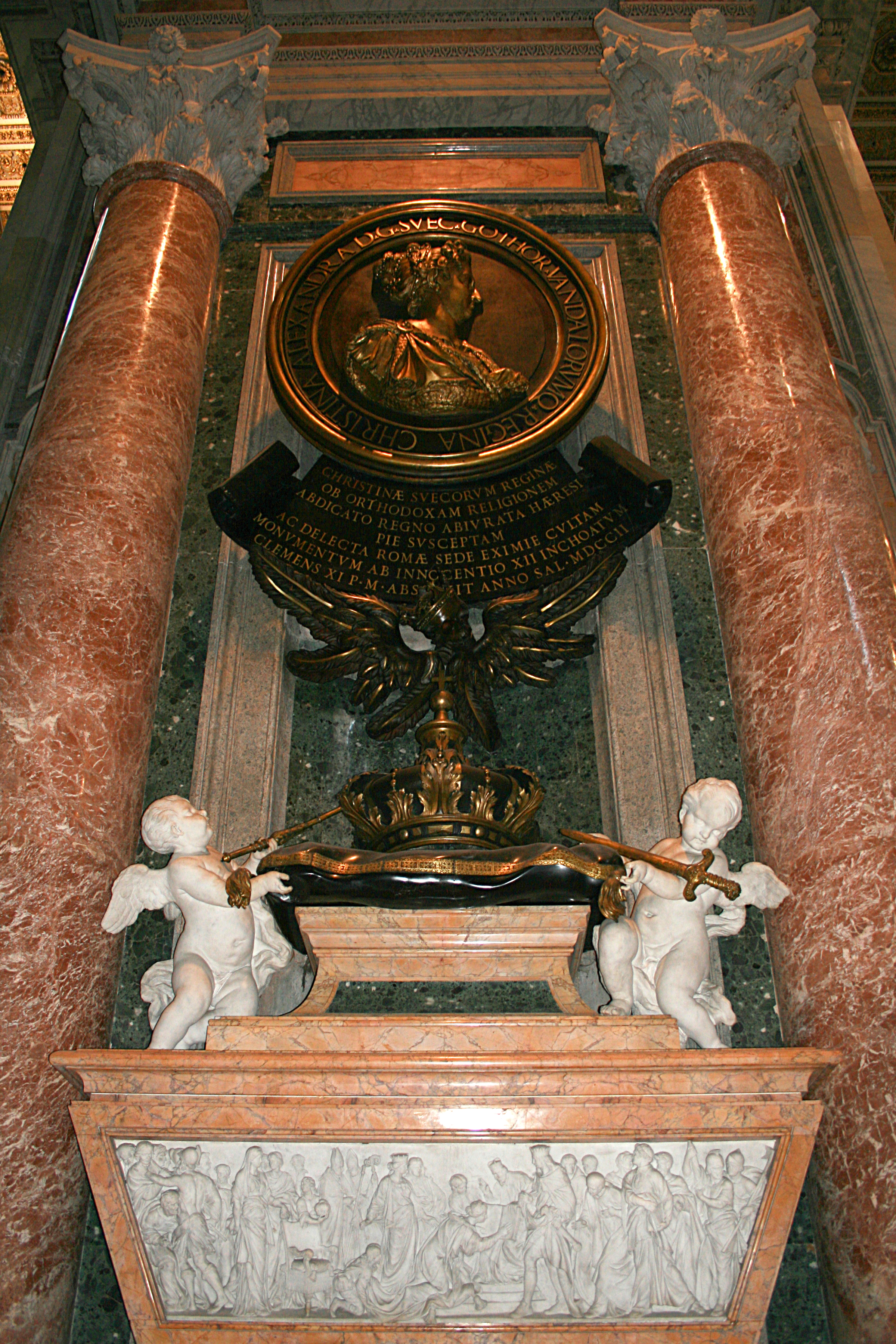
Monument de la reine Christine dans la basilique Saint-Pierre de Rome.

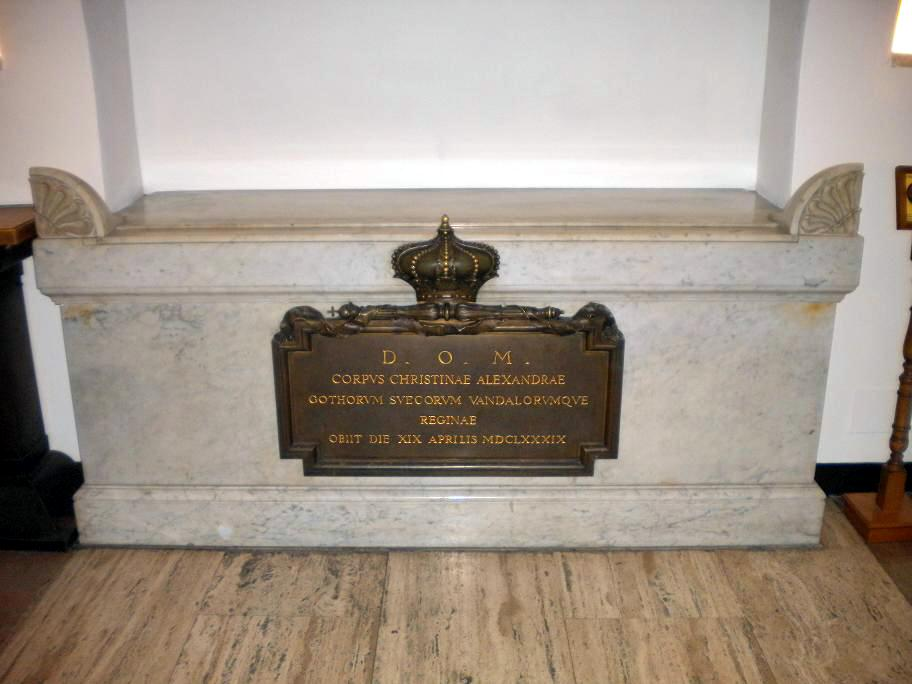
Sarcophage de la reine Christine dans la crypte papale de la basilique Saint-Pierre de Rome.

Christine se fixe définitivement à Rome en octobre 1668. Elle demeure dans le Trastevere au Riario alla Lungara (actuel palais Corsini) qu'elle transforme en musée. Elle y expose de multiples pièces (tapisseries, peintures, sculptures, dessins, objets divers de collection) qu'elle réunit à partir du fonds constitué en Suède, de donations ou d'achats plus récents. Le cabinet des médailles est particulièrement renommé ; la bibliothèque comprend 5 000 volumes.
Elle est l'amie des artistes comme le célèbre Bernin dont elle fera écrire la biographie à ses frais, apprécie les musiciens baroques : Filippo Acciaiuoli qui lui dédie ses drames musicaux et Alessandro Stradella ses cantates, Alessandro Scarlatti dont elle soutient les débuts, Arcangelo Corelli qui l'initie au violon. Elle obtient l'autorisation du pape d'ouvrir le premier théâtre public romain, le Tor di Nona (en). Le peintre et moine bénédictin Juan Andres Ricci, dans l'entourage du pape depuis 1662, consacre une nouvelle écriture architecturale[C'est-à-dire ?] à la reine de Suède, avant de s'installer au monastère de Montecassino.
En 1674, elle crée l'académie du Riario, qui deviendra l'Académie d'Arcadie, société de lettrés et d'artistes. Elle s'intéresse aux sciences (astrologie et alchimie) et aux travaux de savants tel Borelli et Ciampini.
Sur le plan religieux, elle fait preuve du même activisme qu'en politique en soutenant l'escadron volant du cardinal Azzolino qui lutte contre les influences aux conclaves des puissances étrangères (française et espagnole) lors des élections papales. Sa conversion la rend foncièrement tolérante. Elle s'inquiète en 1686 du sort des protestants de France, qui doivent subir la politique des conversions forcées menées par le pouvoir royal. Elle critique plus particulièrement les dragonnades (persécutions diverses, par exemple viols des paysannes protestantes pour faire abjurer les familles).
Vers la fin de sa vie, peut-être sous l'influence du Bernin, elle se rapproche du mysticisme et protège Miguel de Molinos jusqu'à son arrestation et sa condamnation en 1685, ce qui lui valut d'être accusée de quiétisme par l'ambassadeur de France.
Elle meurt à Rome en 1689 d'érysipèle, maladie dont elle souffrait depuis plusieurs années. Son corps repose au Vatican dans la crypte de la basilique Saint-Pierre.

## Amours
Elle était rebutée par les liens du mariage. Les chroniqueurs de son époque lui prêtent plusieurs amants, et des relations saphiques, notamment avec Ebba Sparre. Elle fait aussi une déclaration d'amour à Élisabeth de Castellane et vit avec Angelica Quadrelli (sv) à la fin de sa vie. Elle entretient aussi une longue relation avec le cardinal Decio Azzolino.

## Portrait physique et moral

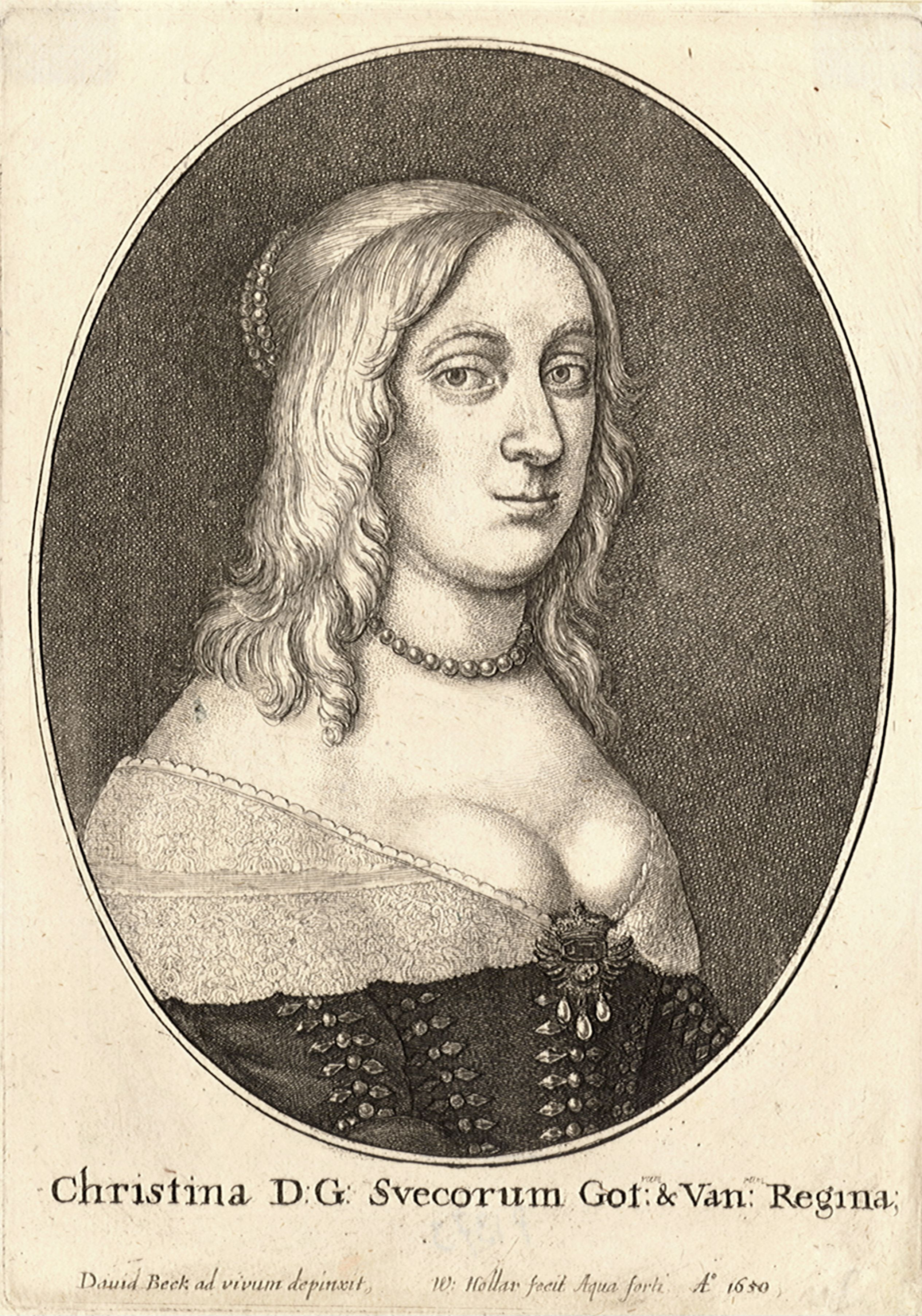

La reine Christine est de petite taille (1,52 m), son visage a des traits irréguliers, mais ses yeux bleus donnent à son regard ce que certains historiens décrivent comme « un éclat métallique qui peut séduire ». Élevée à la dure, comme un garçon, elle affecte une apparence négligée et s'astreint à gommer toute féminité dans la façon de s'habiller et dans son comportement.
Intelligente, elle est dotée d'une grande culture, elle correspond avec de nombreux savants et hommes de lettres tels Descartes, Pascal, Gassendi, Leibniz ou Spinoza. Elle parle plusieurs langues, notamment le français, langue de l'élite européenne, qu'elle maîtrise parfaitement. Elle est orgueilleuse, hardie, excentrique, faisant preuve politiquement d'une certaine duplicité. Sur le plan religieux, elle a une attitude tolérante, non dogmatique, le contraire d'une dévote. Elle est également considérée comme une pionnière du féminisme, avec ses contemporaines Madeleine de Scudéry et Madame de Maintenon.

## Écrits
Elle a laissé de nombreuses lettres et quelques écrits dont ses mémoires Ma vie dédiée à Dieu qu'elle n'acheva pas. Elle laissa aussi des maximes et pensées dans l'imitation de La Rochefoucauld. La plupart ont été recueillis dans les Mémoires de Johann Archenholz, Amsterdam, 1751-1759, 4 volumes in-4.
La reine Christine de Suède et son chancelier Axel Oxenstierna lancèrent en 1645 le journal Post- och Inrikes Tidningar ou PoITen destiné à permettre aux dirigeants de justifier les levées de fonds alloués au financement de la guerre de Trente Ans contre la maison catholique de Habsbourg et ses alliés. Il s'agit ainsi du journal suédois le plus ancien encore diffusé ; depuis le 1er juillet 2007, il est exclusivement publié sur internet.

## Personnalités ayant été en relation avec Christine de Suède
Cette liste donne un aperçu de l'influence de Christine de Suède dans les domaines des sciences, des lettres et des arts, hors personnalités politiques et ecclésiastiques, sachant que de nombreux cardinaux fréquentés à Rome pouvaient être à la fois érudits et mécènes.

### Savants, érudits, hommes de lettres
- Invités à la cour de Suède

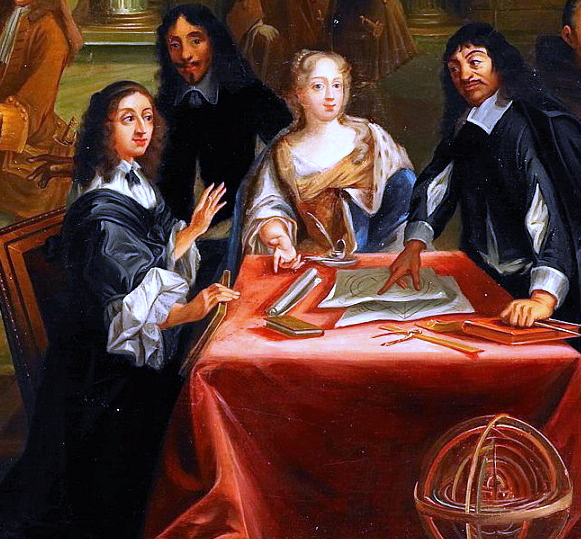
Christine de Suède en conversation avec René Descartes,
peinture de Pierre-Louis Dumesnil.

  - Hermann Conring, érudit et médecin personnel de Christine
  - René Descartes, philosophe
  - Gabriel Naudé, qui fonde la bibliothèque de Christine
  - Johannes Schefferus, érudit
  - Claude Saumaise, humaniste
  - Samuel Bochart, érudit
  - Marc-Antoine Girard de Saint-Amant, poète français
  - Urbain Chevreau, qui fut son secrétaire
  - Simon de La Vallée, architecte
- Relations romaines
  - Giovanni Alfonso Borelli, naturaliste
  - Giovanni Ciampini, archéologue
  - Michael Dahl, jeune peintre suédois
  - Miguel de Molinos, mystique
- Correspondants
  - Blaise Pascal
  - Pierre Gassendi
  - Claude Sarrau
  - Gilles Ménage
  - Gottfried Wilhelm Leibniz
  - Baruch Spinoza
  - François Malaval
- Autres
  - Ninon de Lenclos : Christine lui rend visite lors de son séjour en France alors qu'elle était bannie de la cour.

### Musiciens
- Invités à la cour de Suède
  - Anne Chabanceau de La Barre, chanteuse et danseuse
  - Nathanael Schnittelbach, violoniste
- Protégés à Rome
  - Alessandro Melani, compositeur
  - Filippo Acciaiuoli, compositeur
  - Mario Savioni, compositeur
  - Alessandro Scarlatti, compositeur
  - Arcangelo Corelli, compositeur et violoniste
  - Bernardo Pasquini, organiste
  - Alessandro Stradella, compositeur
  - Giacomo Carissimi, maître de chapelle
  - Marco Marazzoli, musicien
- Autres
  - Giuseppe Zamponi, compositeur d'Ulysse all'isola di Circe joué à Bruxelles en l'honneur de Christine
  - Antonio Cesti, compositeur de l'Argia donné à Innsbruck en l'honneur de Christine

### Autres artistes
- Gian Lorenzo Bernini, sculpteur et peintre
- Tiberio Fiorilli, comédien

## Postérité

### Hypothèse d'intersexuation
En 1965, le squelette de Christine de Suède est exhumé afin d'y détecter d'éventuelles preuves d'intersexuation ; l'enquête, menée par Carl-Herman Hjortsjö infirme cette hypothèse et montre au contraire que Christine de Suède était dyadique.

### Télévision, cinéma et théâtre

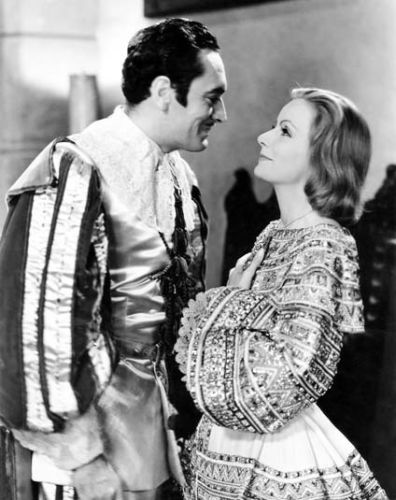
John Gilbert et Greta Garbo dans La Reine Christine, 1933.

Alexandre Dumas père (1802-1870) écrit Christine, ou Stockholm, Fontainebleau et Rome, pièce de théâtre qui sera représentée le 30 mars 1830 au théâtre de l'Odéon à Paris. C'est une version romancée de la vie de Christine de Suède, qui s'inscrit dans le courant du théâtre romantique.
En 1933 sort le film La Reine Christine, avec Greta Garbo. Résumé : en 1632, Christine, âgée de 5 ans, succède à son père le roi Gustave Adolphe de Suède, tué lors de la bataille de Lützen. Devenue adulte, Christine tente de faire régner la paix. C'est alors qu'elle rencontre Don Antonio de la Prada, l'ambassadeur du roi d'Espagne ; très vite elle succombe à son charme.
En 1944, Le Roi Christine de Marcelle Maurette au théâtre Édouard-VII, pièce dramatique en 3 parties et 8 tableaux. Mise en scène de Georges Douking.
En 2012, un documentaire-fiction, intitulé Christine de Suède, reine des scandales, lui est consacré dans le cadre de l'émission Secrets d'histoire, présentée par Stéphane Bern.
Le documentaire retrace son parcours : ses débuts au palais royal de Stockholm, son couronnement à l’âge de six ans, sa lassitude du pouvoir, son abdication à vingt-huit ans, sa conversion au catholicisme, sa vie amoureuse mouvementée ainsi que son séjour au Vatican.
En 2012, la pièce de théâtre Christine, la reine-garçon, écrite par Michel Marc Bouchard, est produite au Théâtre du Nouveau Monde à Montréal dans une mise en scène de Serge Denoncourt. Une nouvelle version sera publiée aux Éditions Leméac en 2013  (ISBN 9782760904309). La pièce de Bouchard a inspiré une bande dessinée : Kristina, la reine-garçon. Scénarisée par Jean-Luc Cornette et dessinée par Flore Balthazar, elle sort chez Futuropolis en 2022. En 2023, une collaboration entre Michel Marc Bouchard et le compositeur Julien Bilodeau permet l'adaptation de la pièce de théâtre en opéra. La première mondiale de La Reine-Garçon a lieu à Montréal, le 3 février 2024, dans une mise en scène de Angela Konrad.
En 2015 sort le film finlandais La Reine garçon, qui présente l'enfance, le règne et l'abdication de Christine.
Dissection d'une chute de neige, pièce de théâtre, fiction proche du rêve, librement inspirée de l’histoire de Christine de Suède écrite par Sara Stridsberg en 2012, traduite du suédois par Marianne Ségol-Samoy, L'Arche, collection Scène ouverte, 2021  (ISBN 9782381980256).

### Jeux vidéo
Christine de Suède apparait comme dirigeante des Suédois dans le jeu Civilization VI: Gathering Storm.

### Lesbianisme

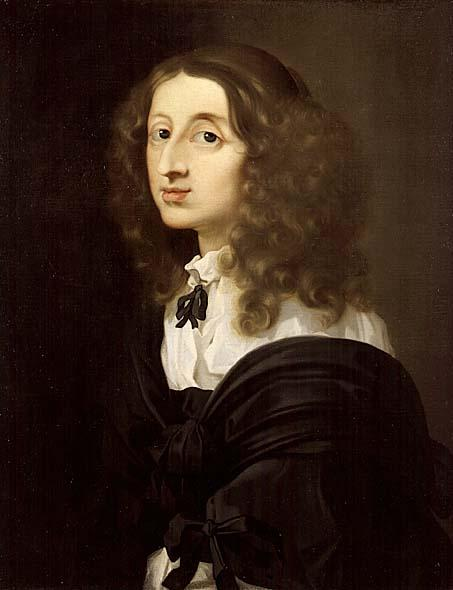
Reine Christine de Suède, peinture de Sébastien Bourdon de 1653 conservée au Nationalmuseum

La perception de la relation de Christine de Suède au lesbianisme est ambivalente : si certains lui inventent des relations homosexuelles dans le but de la discréditer politiquement, d'autres voient en elle une icône lesbienne, en particulier en raison de son habillement.

#### Pamphlets
Dans les pamphlets parisiens des années 1660, Christine de Suède est présentée comme lesbienne afin de discréditer son héritage intellectuel et politique. Cette association est retrouvée un siècle plus tard : en 1761 paraît Lettres secrètes de Christine, Reine de Suède, un ensemble de fausses lettres d'amour qu'elle aurait écrites à plusieurs femmes.

#### Mode lesbienne
Son refus catégorique de se marier, sa relation avec Ebba Sparre et sa manière de se vêtir font de Christine de Suède une icône lesbienne. Dans le portrait que réalise d'elle Sébastien Bourdon en 1653, elle porte une tenue mêlant la mode féminine, avec une grande robe découverte aux épaules, et masculine, avec une palette de noir et blanc et une chemise nouée d'un ruban ; cette manière de combiner féminité et masculinité est typique de la mode lesbienne,. L'historienne Eleanor Medhurst rapproche le style de Christine de Suède de celui des féministes lesbiennes des années 1970 et 1980 : refus des cheveux féminins, par la tonte de ses cheveux et le port d'une perruque d'homme pour Christine, par la coupe très courte pour les lesbiennes féministes ; refus des jupes ; enfin, refus des canons de beauté de l'époque.